# Baterno
Baterno település Spanyolországban, Badajoz tartományban. Baterno Siruela, Tamurejo, Agudo, Valdemanco del Esteras, Chillón és Garlitos községekkel határos. Lakosainak száma 238 fő (2024).

## Népesség
A település lakosságának változását az alábbi diagram mutatja:
| Lakosok száma | 396  | 366  | 354  | 352  | 346  | 323  | 310  | 283  | 258  | 238  |
|               | 2001 | 2004 | 2006 | 2009 | 2011 | 2014 | 2016 | 2019 | 2021 | 2024 |